# Dominic Akuritinga Ayine
 (mai 2025).
Dominic Akuritinga Ayine, né le 6 janvier 1966, est un homme politique ghanéen et membre des sixième, septième, huitième et neuvième parlements de la quatrième République du Ghana, représentant la circonscription de Bolgatanga Est dans la région du Haut-Est sur la liste du Congrès démocratique national.

## Début de la vie
Ayine est née le 6 janvier 1966 à Zuarungu (en), dans la région du Haut-Est du Ghana.

## Éducation
Il a terminé son O-level à l'école secondaire Notre Dame Seminary et son A-level à l'école secondaire Tamale (en) . Il a obtenu une licence en droit de l'Université du Ghana, Legon, dans la région du Grand Accra au Ghana et GSL en 1995. Il a obtenu son LLM en droit économique international (en) à la faculté de droit de l'Université du Michigan (en) en 1998. Il est ensuite allé à la faculté de droit de l'université de Stanford (en), en Californie, aux États-Unis, pour un LLM en droit du commerce international (en) en 2003, puis un JSD (commerce et démocratie) en 2006.

## Politique
Ayine est membre du Congrès national démocratique et représente la circonscription de Bolgatanga Est dans la région du Haut Ghana oriental aux septième et huitième parlements de la quatrième République du Ghana,,.

### Élection de 2012
Ayine s'est présenté pour la première fois au siège parlementaire de la circonscription de Bolgatanga Est sur la liste du Congrès national démocratique lors de l'élection présidentielle ghanéenne de 2012 et a remporté 8 841 voix, soit 61,43 % du total des voix. Il a remporté le siège parlementaire sur Rockson Ayine Bukari du Nouveau Parti Patriotique qui a recueilli 3 523 voix, soit 24,48 %, le candidat parlementaire du PNC David Apasera a obtenu 1 873 voix, soit 13,01 % et le candidat parlementaire du Parti populaire progressiste (en) (PPP) Baba Starling Ayinenongma a recueilli 156 voix, soit 1,08 % du total des voix.

### Élection de 2016
Dominic Akuritinga Ayine a été réélu député pour le siège parlementaire de la circonscription de Bolgatanga Est sur la liste du Congrès national démocratique lors des élections générales ghanéennes de 2016 et a remporté 10 492 voix, soit 70,68 % du total des voix. Il a été élu devant Emmanuel Abugre Abole du Nouveau Parti Patriotique, qui a recueilli 4 224 voix, soit 28,44 %, et le candidat parlementaire du Parti populaire progressiste (PPP), Baba Starling Ayinenogma, a obtenu 138 voix, soit 0,93 % du total des voix.

### Élection de 2020
Ayine s'est présenté pour la quatrième fois au siège parlementaire de Bolgatanga Est en tant que candidat du Congrès national démocratique (NDC) lors des élections générales ghanéennes de 2024. Il a remporté le siège avec 12 002 voix, soit 61,61 % du total des suffrages exprimés. Son plus proche rival, Mathew Silas Amoah du Nouveau Parti patriotique (NPP), a obtenu 7 415 voix, soit 38,07 % du total des suffrages, et Atiah Edwin du PAG a obtenu 61 voix, soit 0,31 %.

### Élection de 2024
Ayine s'est présenté pour la quatrième fois au siège parlementaire de Bolgatanga Est en tant que candidat du Congrès national démocratique (NDC) lors des élections générales ghanéennes de 2024. Il a remporté le siège avec 12 002 voix, soit 61,61 % du total des suffrages exprimés. Son plus proche rival, Mathew Silas Amoah du Nouveau Parti patriotique (NPP), a obtenu 7 415 voix, soit 38,07 % du total des suffrages, et Atiah Edwin du PAG a obtenu 61 voix, soit 0,31 %.
En janvier 2025, le président John Mahamma a nommé Ayine procureur général et ministre désigné de la Justice.

## Emploi
- Avocat[2]
- Maître de conférences, Faculté de droit, Université du Ghana, Legon - Accra[2]
- Vice-ministre de la Justice[2].

## Vie personnelle
Ayine est chrétien. Il est marié et père de sept enfants.